# Rugby en los Juegos del Pacífico Sur 1963
El Rugby en los Juegos del Pacífico Sur 1963 se disputó entre el 30 de agosto y el 7 de septiembre de 1963 en el Estadio Nacional de Suva, participaron 3 selecciones de Oceania.

## Resultados
| Pos | Países | Partidos | Partidos | Partidos | Partidos | Tantos | Tantos | Tantos | Pts |
| Pos | Países | J        | G        | E        | P        | PF     | PC     | DP     | Pts |
| --- | ------ | -------- | -------- | -------- | -------- | ------ | ------ | ------ | --- |
| 1   | Fiyi   | 4        | 4        | 0        | 0        | 104    | 23     | +81    | 8   |
| 2   | Tonga  | 4        | 2        | 0        | 2        | 59     | 44     | +15    | 4   |
| 3   | Samoa  | 4        | 0        | 0        | 4        | 20     | 116    | -96    | 0   |

#### Resultados
| 30 de agosto | Fiyi | 29 - 6 | Samoa |  |  |

| 31 de agosto | Fiyi | 8 - 5 | Tonga |  |  |

| 3 de septiembre | Samoa | 5 - 16 | Tonga |  |  |

| 5 de septiembre | Fiyi | 42 - 3 | Samoa |  |  |

| 6 de septiembre | Samoa | 6 - 29 | Tonga |  |  |

| 7 de septiembre | Fiyi | 25 - 9 | Tonga |  |  |